# Golden Reel Award (MPSE)
De Golden Reel Award is een Amerikaanse prijs die sinds 1953 wordt uitgereikt door de Motion Picture Sound Editors (MPSE). De prijs specialiseert zich in het belonen van geluidseffecten en de industrie hieromheen. 

## Categorieën
Jaarlijks worden er prijzen uitgereikt in de volgende categorieën:
- Dialogue & ADR
- Effects & Foley
- Muziek

Deze categorieën worden vaak nog onderverdeeld in specifieke genres zoals “film” en “televisieserie”.
Er zijn ook andere categorieën zoals “Geluidsmontage in computerentertainment”, de "Career Achievement Award," en de "Inaugural Filmmaker's Award." 